# 에드워드 증후군
에드워드 증후군(Edwards syndrome, Trisomy 18)은 1960년 영국의 의사인 존 H.에드워드에 의해 발견되어 에드워드 증후군이란 이름이 붙여졌다. 에드워드에 의해 18번 상염색체가 원인이라는 것이 처음 알려졌고 신생아 8,000명당 1명 정도의 빈도로 발병하는 유전병이다. 18번 염색체가 3개(삼염색체성)이므로 2n=47개의 염색체를 가지며 남녀 모두에게 나타날 수 있다. 정신 박약 증세를 나타내며, 입과 코가 작고 95%의 확률로 심장이 기형이다. 낮은 출생 체중을 나타내고, 심한 정신 지체를 유발한다. 그리고 집게 손가락이 가운데 손가락 위에, 새끼 손가락이 약손가락 위에 위치한다. 둥근 바닥창의 발 모양도 특징이다. 이렇게 에드워드 증후군은 거의 모든 장기의 기형을 동반한다.